# Parafia św. Michała Archanioła w Orli
Parafia św. Archanioła Michała (w latach 2008–2014 omyłkowo nazywana również: św. Jana Teologa) – parafia prawosławna w Orli, w dekanacie Bielsk Podlaski diecezji warszawsko-bielskiej.
Na terenie parafii funkcjonują 3 cerkwie:
- cerkiew św. Michała Archanioła w Orli – parafialna
- cerkiew św. Symeona Słupnika w Orli – pomocnicza
- cerkiew Świętych Cyryla i Metodego w Orli – cmentarna

## Historia
Powstanie parafii związane jest z ufundowaniem przez Michajła Bohusza Bohatynowicza w centrum swych dóbr prawosławnej świątyni. Otrzymała ona dwóch patronów: św. Jana Złotoustego i św. Symeona Słupnika. Dokumenty z lat 1635 i 1654 mówią już o istnieniu na terenie parafii dwóch cerkwi: św. Jana Teologa w obrębie zamku i św. Symeona Słupnika przy rynku.
W skład parafii wchodzą następujące miejscowości: Orla, Krywiatycze, Reduty, Mikłasze, Koszele, Topczykały, Paszkowszczyzna, Szernie, Wólka.

## Wykaz proboszczów
- 1512 – o. Karp
- 1596 – o. Pendrzejewicz
- 1653–1669 – o. Piotr Łoźnicki
- 1727 – o. Grzegorz Andruszkiewicz
- 1770 – o. Michał Siebiesiewicz
- o. Grzegorz Pajewski
- 1809–1816 – o. Augustyn Bielawski
- 1816–1826 – o. Stefan Bielawski
- 1826–1863 – o. Aleksy Makowielski
- 1863–1872 – o. Teofil Bielawski
- 1872–1910 – o. Platon Ralcewicz
- 1910–1915 – o. Piotr Krasnikow
- 1921–1924 – o. Teodor Ogijewicz
- 1924–1928 – o. Izaak Doroszenko
- 1928–1939 – o. Włodzimierz Wiszniewski
- 1942 – o. Andrzej Turowski
- 1946–1949 – o. Włodzimierz Cechan
- 1949–1950 – o. Włodzimierz Bliźniuk
- 26.04.1950 – 17.08.1956 – o. Antoni Wiszenko[3]
- 1956–1962 – o. Maksym Sandowicz (syn św. Maksyma Gorlickiego)
- 1962–2016 – o. Aleksander Tokarewski (od 01.09.2016 do śmierci – proboszcz honorowy)[4][5]
- od 01.09.2016 – o. Sławomir Chwojko

## Galeria

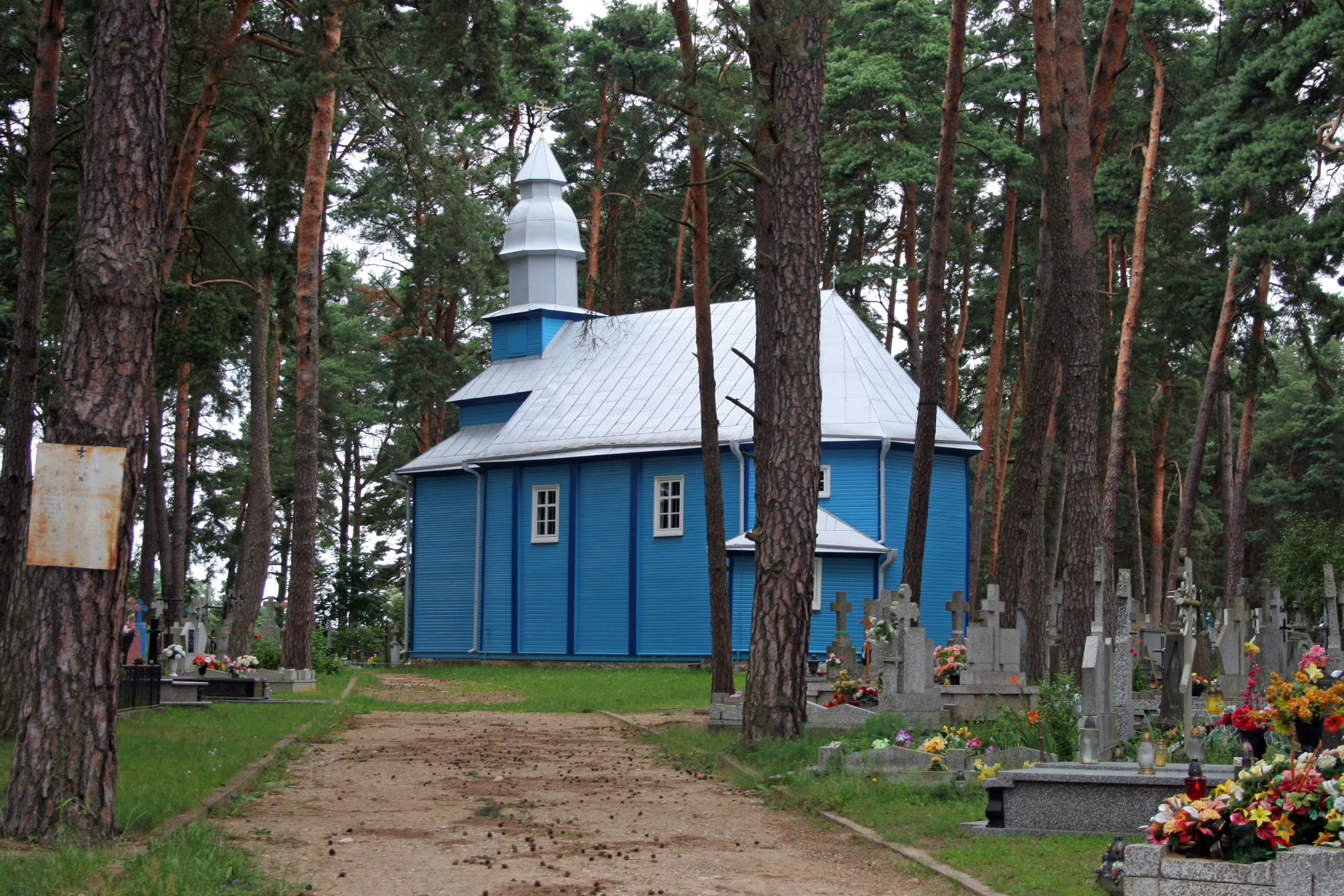
Cerkiew cmentarna Świętych Cyryla i Metodego
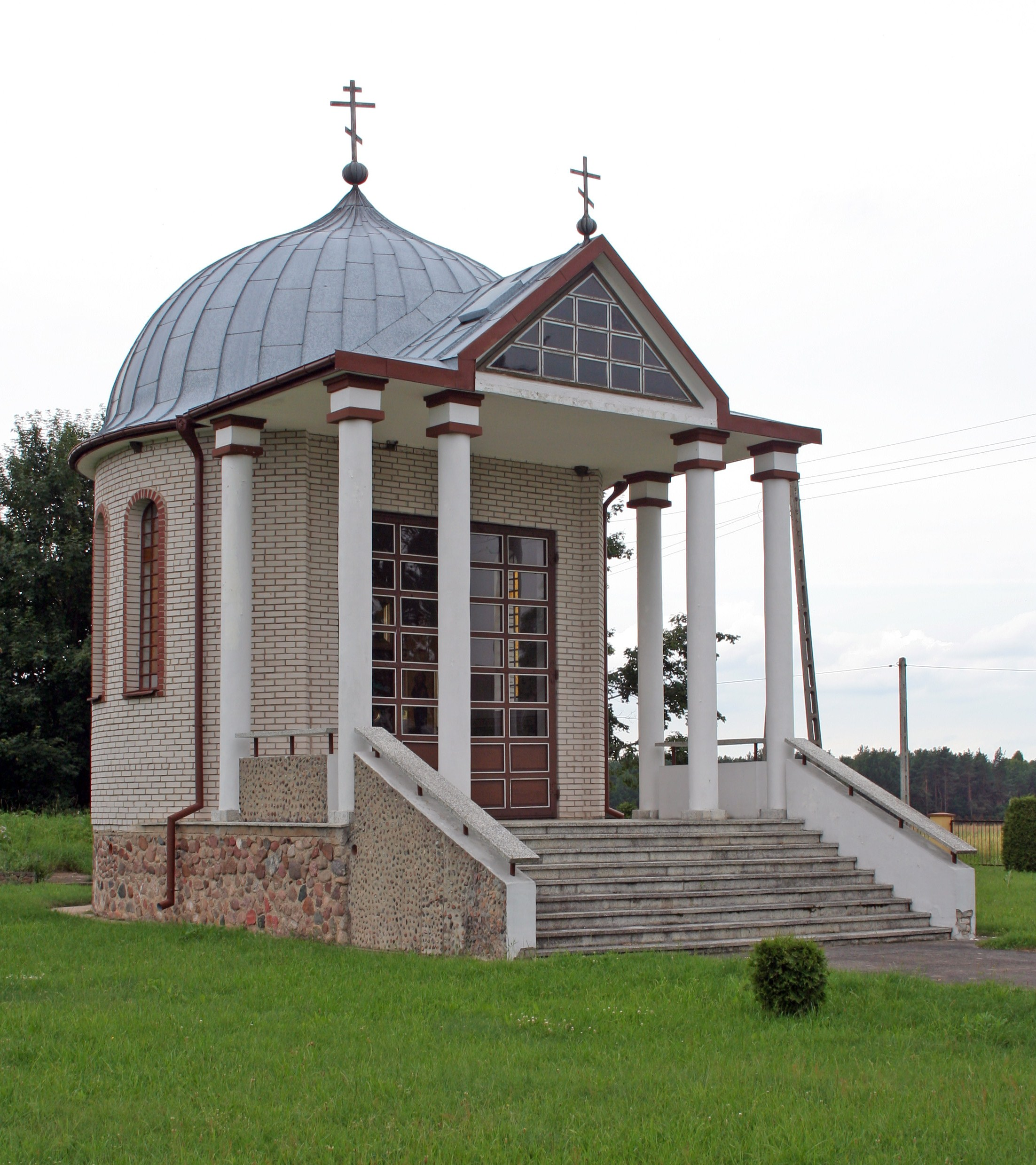
Cerkiew św. Symeona Słupnika